# Facidia remaudi
Facidia remaudi là một loài bướm đêm trong họ Erebidae.